# Азимут (авіакомпанія)
Азимут (юридична назва — АТ «Авіакомпанія АЗИМУТ») — російська авіакомпанія, що базується в Ростові-на-Дону і Краснодарі.
З 7 грудня 2017 року авіакомпанія стала базовим перевізником нового аеропорту «Платов» Ростовської області.

## Історія
Метою створення нового перевізника заявлено створення якісного транспортного сполучення між містами Півдня Росії, а також між південним регіоном і центром країни . Як юридична особа, авіакомпанія «Азимут» була зареєстрована в Краснодарі, але в лютому 2017 року було здійснено перереєстрацію в Ростові-на-Дону. Фактичними власниками авіакомпанії є Віталій Ванцев, Павло Удод і Павло Екжанов.
Фірмовий стиль і кольори авіакомпанії розроблені дизайнерським агентством ASGARD Branding з Санкт-Петербурга. За задумом розробників, логотип символізує сонце, море, небо і південну гостинність .
У березні 2017 року були підписані тверді контракти на поставку чотирьох повітряних суден Sukhoi Superjet 100, пізніше був укладений ще один контракт на чотири повітряних судна цього типу. Поставка законтрактованих літаків почалася в липні 2017 року . У планах компанії подальше збільшення парку до шістнадцяти літаків . Лізингодавцем виступає Державна транспортна лізингова компанія (ГТЛК) .
18 серпня 2017 року компанія отримала сертифікат експлуатанта, що дає право виконувати польоти . Починаючи з 2021 року, у маршрутну мережу повинні увійти Калінінград, Челябінськ, Волгоград, Астрахань, Сургут, Геленджик, а також міжнародні маршрути в Єреван, Прагу, Франкфурт-на-Майні, Стамбул і Тель-Авів .

### Особливості компанії
- Флот компанії складається тільки з літаків типу SSJ100.
- На відміну від багатьох інших авіакомпаній, «Азимут» надає послуги онлайн-реєстрації на борт тільки на платній основі, що припідноситься як плата за скорочення часу пасажира.

## Діяльність
Виконання чартерних рейсів авіакомпанія почала в серпні 2017 року. З 21 вересня 2017 року авіакомпанія почала свою льотну програму з московського аеропорту " Внуково ".

### Кількість перевезених пасажирів
2017 рік — 72 136 пасажирів (34-е місце в Росії)
2018 рік — 669 412 пасажирів (20-е місце в Росії)
2019 рік — 1 247 446 пасажирів (18-е місце в Росії)
2020 рік — 1 221 638 пасажирів (11-е місце в Росії)

## Маршрутна мережа
Основним хабом для перевізника є аеропорт «Платов» Ростова-на-Дону . Додатковим хабом є аеропорт Краснодар . Раніше в якості додаткового хаба розглядався аеропорт Мінеральні Води . Зі збільшенням флоту авіакомпанії додатковими хабами можуть стати аеропорти Храброво (Калінінград) і СочіУ період літньої навігації 2018 року авіакомпанія виконує рейси за наступними маршрутами :
| Пункти відправлення       | Пункти призначення | Примітки |
| ------------------------- | --- | -------- |
| Ростов-на-Дону            | Москва (Внуково), Санкт-Петербург (Пулково), Новосибірськ (Толмачево), Махачкала (Уйташ), Самара (Курумоч), Саратов, Сочі, Казань, Уфа, Мінеральні Води, Калінінград, Грозний, Тель Авів , Нижній Новгород (Стригін), Сімферополь, Волгоград, Нижньокамськ, Тюмень, Єреван, Бішкек, Мюнхен, Гюмрі |          |
| Краснодар (Пашковський)   | Москва (Внуково), Санкт-Петербург (Пулково), Брянськ, Воронеж, Єреван, Казань, Калінінград, Калуга, Махачкала, Нижньокамськ, Нижній Новгород, Омськ, Перм, Самара, Саратов, Сімферополь, Тюмень, Уфа, Челябінськ, Ярославль                                                                       |          |
| Москва (Внуково)          | Грозний, Еліста, Псков, Ростов-на-Дону |          |
| Санкт-Петербург (Пулково) | Ростов-на-Дону, Краснодар, Еліста, Брянськ, Калуга |          |
| Мінеральні води           | Ростов-на-Дону, Сімферополь , Калуга, Астрахань, Челябінськ, Тюмень (Рощино) |          |
| Еліста                    | Москва (Внуково), Ростов-на-Дону, Сочі |          |
| Псков                     | Москва (Внуково), Сочі, Краснодар |          |
| Калуга                    | Санкт-Петербург |          |

## Флот
На квітень 2021 року парк авіакомпанії налічує чотирнадцять повітряних суден, всі типу Сухий Суперджет в модифікаціях LR і Basic . Один лайнер (RA-89036) раніше експлуатувався в авіакомпанії «Ямал», тринадцять інших поставлені з заводу імені Ю. А. Гагаріна новими (RA-89079, RA-89080, RA-89085, RA-89093, RA-89094, RA-89095, RA-89096, RA-89120, RA-89149, RA-89121, RA-89136, RA-89139, RA-89179) .

### Іменні літаки
В авіакомпанії діє програма присвоєння літакам назв річок .

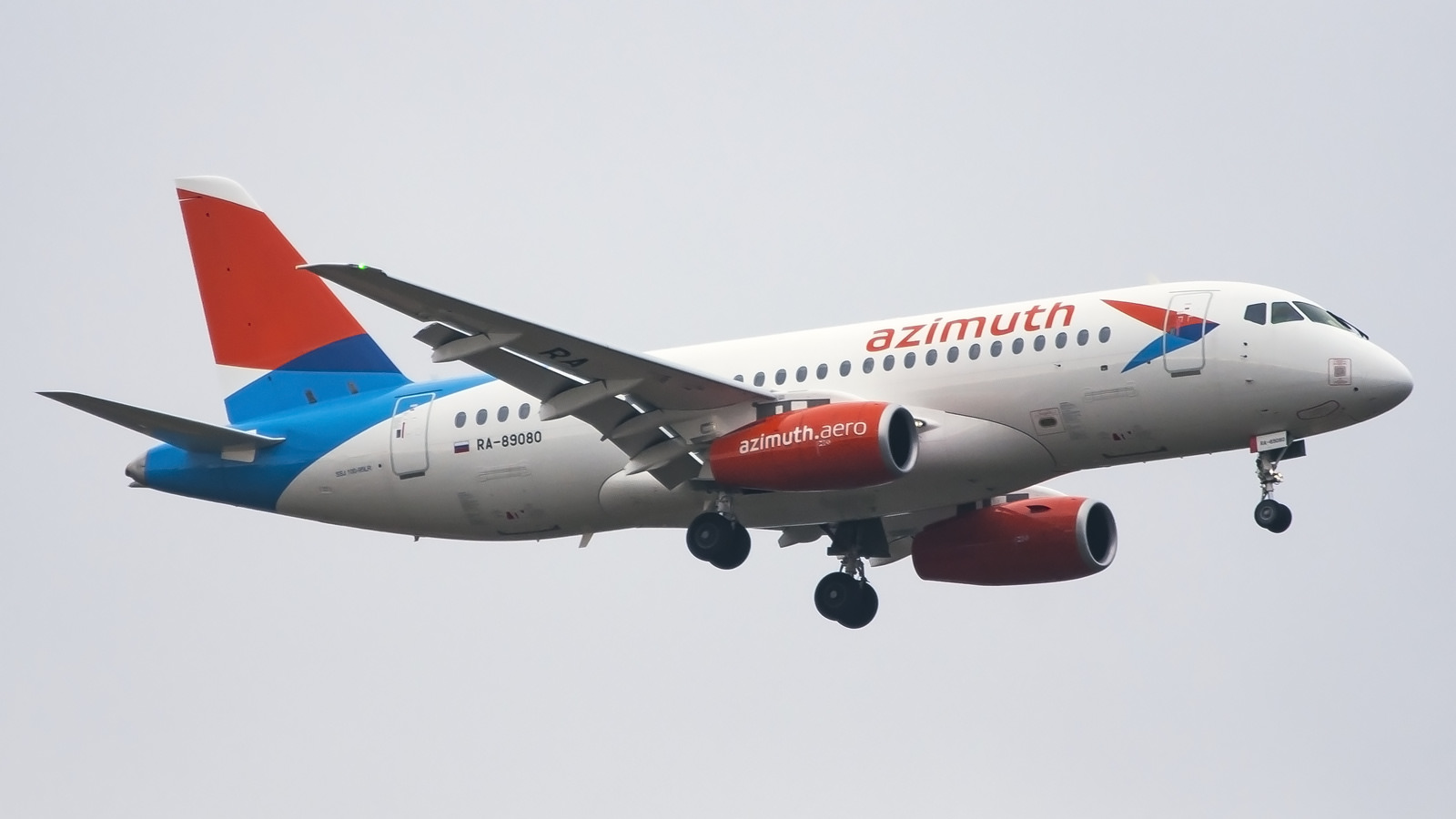
Sukhoi Superjet 100 RA-89080

| №  | Бортовий номер | Назва  |
| -- | -------------- | ------ |
| 1  | RA-89036       | Урал   |
| 2  | RA-89079       | Терек  |
| 3  | RA-89080       | Дон    |
| 4  | RA-89085       | Волга  |
| 5  | RA-89093       | Нева   |
| 6  | RA-89094       | Кубань |
| 7  | RA-89095       | Іртиш  |
| 8  | RA-89096       | Москва |
| 9  | RA-89120       | Ока    |
| 10 | RA-89121       | Об     |
| 11 | RA-89136       | Кама   |
| 12 | RA-89139       | Печора |
| 13 | RA-89149       | Велика |
| 14 | RA-89179       |        |